# جانوران
جانوَران یا حیوانات، جاندارانی یوکاریوت و چندیاخته‌ای (چندسلولی) هستند، که در مجموع تشکیل‌دهندهٔ فرمانروی زیست‌شناسی جانوران هستند و شامل دو شاخه اصلی مهره‌داران و بی‌مهرگان هستند. جانوران به‌جز چند استثنا، دارای تنفس سلولی، قابلیت حرکت و تولیدمثل جنسی هستند. جانوران برخلاف گیاهان و جلبک‌ها قادر به تولید مواد آلی مورد نیاز خود نیستند و زندگی دگرپروردگی دارند. تا کنون بیش از ۱٫۵ میلیون گونه از جانوران، شناسایی و توصیف شده‌اند که حدود یک میلیون از آن‌ها، حشره هستند. بسیاری از گونه‌های جانوری، تاکنون شناسایی نشده‌اند اما برآورد می‌شود که جانوران شامل بیش از ۷ میلیون گونه هستند.
در تعریف زیست‌شناسی به سلسله جانوران (Animalia)، پُریاختگان هم گفته می‌شود که بدین گونه تعریف می‌شود: سلسله‌ای از ارگانیسم‌های پُریاخته که از رویان تکوین می‌یابند.
باور بر این است که جانوران، طی فرگشت از یوکاریوت‌های تک‌سلولی ایجاد شده‌اند که اولین بار توانستند در کنار هم رشد کنند. ابتدا همزیستی بین دو پروکاریوت که یکی دیگری را «که منشأ یوکاریوت‌هاست» بالاتر برد و نسل آن ادامه یافت. پس از به وجود آمدن سلول‌های دارای میتوکندری نقطهٔ عطف دیگر، توانایی انتقال پیام بین سلول‌ها بود. گروهی در ارتباط با محیط بیرون ماندند و فضای درونشان به محیط داخلی فرگشت پیدا کرد، گروهی دیگر نیز به تولیدمثل اختصاص یافتند. بعدها ارتباط‌های سلولی شامل پروتئین‌ها شد. همهٔ جانوران دگرپَرورد (heterotroph) هستند یعنی برای تأمین انرژی و رفع نیازهای غذایی خود از مواد آلی ساخته‌شدهٔ دیگر جانداران استفاده می‌کنند. تمامی جانوران به جز اسفنج‌ها هوپس زیان هستند و جانوران به این گونه تقسیم می‌شود:
1. مهره‌داران: پستانداران، پرندگان، خزندگان، دوزیستان و ماهیان
2. بی‌مهرگان: نرم‌تنان، دوکفه‌ها، هشت‌پایان، کیسه‌تنان (مرجان‌ها)، خارپوستان، بندپایان، کرم‌ها و اسفنج‌ها

## ویژگی‌ها
جانوران ویژگی‌هایی دارند که آنان را از دیگر جانداران متمایز می‌کند. به‌طور کلی، همهٔ جانوران دست‌کم در مراحلی از چرخه زندگی خود، توانایی حرکت دارند. برخی از جانوران، از جمله اسفنج‌ها، مرجان‌ها، صدف سیاه و کشتی‌چسب، در بخش عمده‌ای از زندگی خود، ساکن و غیرمتحرک هستند.
غالب جانوران پرسلولی و یوکاریوت هستند. جانوران برخلاف گیاهان و جلبک‌ها، دگرپرورد هستند و از ترکیبات و مواد آلی تولیدشده توسط دیگر جانداران استفاده کرده و درنهایت غذا را در بدن خود هضم و جذب می‌کنند. به‌جز چند استثنا هم گونه‌های جانوری جهت انجام فرایندهای زیستی خود احتیاج به اکسیژن دارند.

### ساختار
به جز چند استثناء مانند اسفنج‌ها و تخت‌زیوه‌تباران، بدن جانوران، از بافت‌های مختلفی تشکیل شده است. این بافت‌ها شامل بافت ماهیچه‌ای، که قادر به انقباض است و حرکت را کنترل می‌کنند. بافت عصبی، نیز علائم حسی را دریافت و پردازش می‌کند. معمولاً، در بدن جانوران، یک حفره جذب داخلی با یک یا دو مدخل وجود دارد.
همهٔ جانوران سلول‌های یوکاریوتی دارند، که با ماتریکس برون‌یاخته‌ای از جنس کلاژن و گلیکوپروتئین کشسان احاطه شده است؛ این ماتریکس ممکن است در طول زندگی جانور و طی مراحل رشد و تکوین، به ساختارهای سخت کلسیمی مثل صدف، استخوان و سوزنه تبدیل شود. در تضاد با جانوران، جانداران چندسلولی دیگر مثل گیاهان و قارچ‌ها، سلول‌هایی دارند که با دیوارهٔ سلولی محافظت می‌شوند. سلول‌های بدن جانوران، دارای ارتباط و پیوندهای میان‌یاخته‌ای منحصر به‌فردی مانند اتصالات محکم، اتصالات شکاف‌دار و دسموزوم هستند.

### تولیدمثل و رشد و نمو

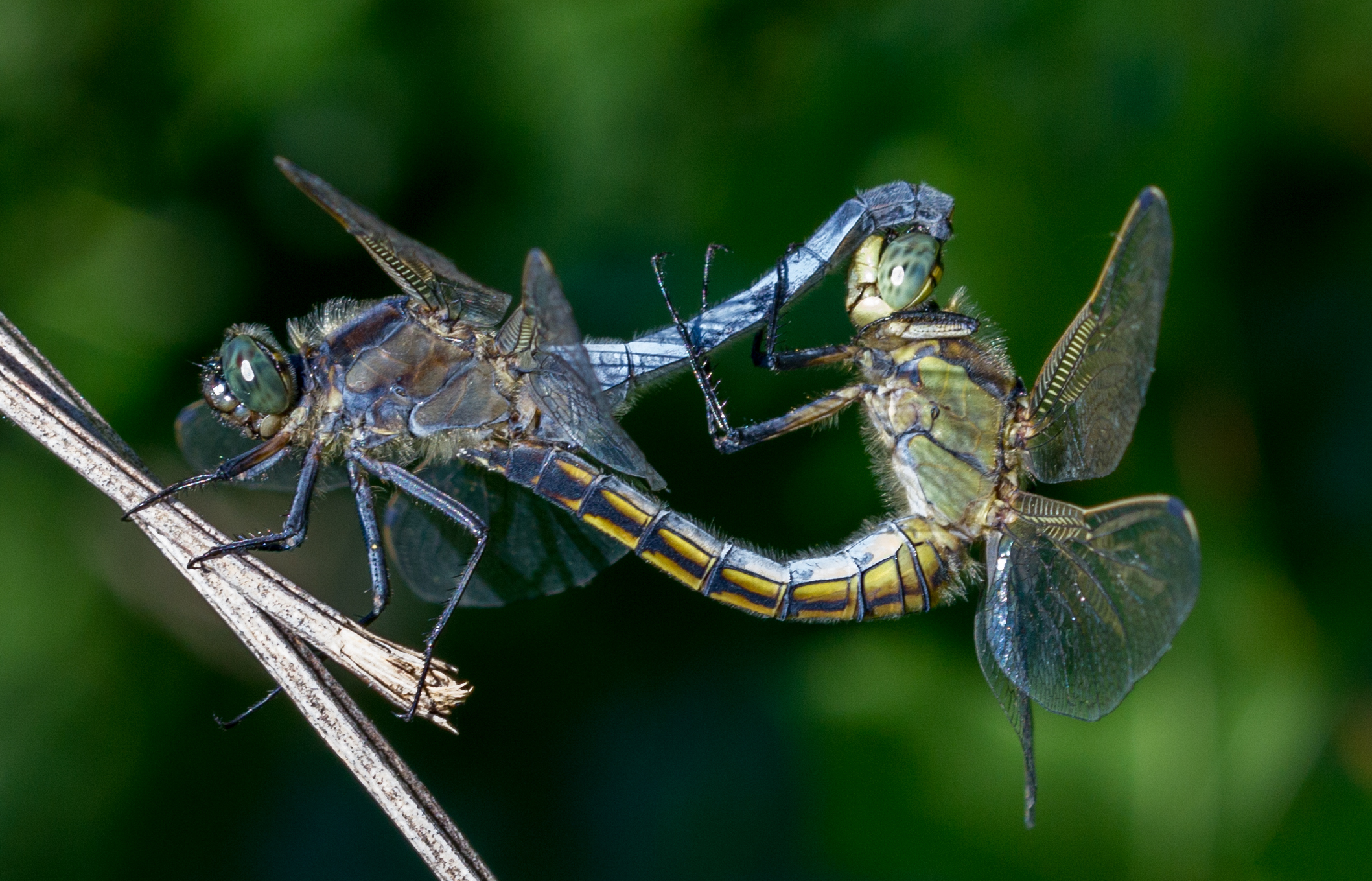
دو آسیابک در حال جفت‌گیری

تقریباً همگی جانوران انواعی از تولید مثل جنسی دارند و با تقسیم میوز تولید گامت‌های نر هاپلوئید و متحرک اسپرم و گامت‌های مادهٔ هاپلوئید غیرمتحرک مانند تخمک را انجام می‌دهند. پس از لقاح و ترکیب گامت نر و ماده، زاده‌های دیپلوئید جدید شکل گرفته و با تقسیم میتوز، مراحل جنینی و ایجاد جانور چندسلولی جدید انجام می‌پذیرد. بعضی گونه‌های جانوری مانند هیدرا و دیگر گزنده‌تباران قادر به انجام تولید مثل غیرجنسی با استفاده از روش‌های جوانه‌زنی و قطعه قطعه شدن هستند. در بعضی از شرایط، جانورانی مانند شته‌ها بدون نیاز به انجام جفت‌گیری می‌توانند از طریق روشی به نام بکرزایی، تولیدمثل غیرجنسی داشته باشند.
بیشتر جانوران زندگی چندهمسری داشته و تنها پنج درصد از آن‌ها تک‌همسر هستند. جانوری مثل سگ آبی اوراسیایی تنها یک همسر را انتخاب کرده و این جفت تا پایان عمر در کنار یکدیگر زندگی می‌کنند.

## تنوع گونه‌ها
بزرگ‌ترین جانوری که تاکنون بر روی کرهٔ زمین زیسته نهنگ آبی با وزن ۱۹۰ تُن و طول ۳۳ متر است. بزرگ‌ترین جانور خشکی زی‌کنونی فیل بیشه آفریقایی با ۱۲ تن وزن و بیش از ۱۰ متر طول است. بزرگ‌ترین جانور خشکی‌زی در طول تاریخ دایناسوری به نام آرژانتیناسور بوده است که حدود ۳۰ تا ۴۰ متر طول داشته و وزن آن حدود ۷۰ تن تخمین زده می‌شود. در مقابل، گونه‌هایی از جانوران تک سلولی مانند مخاط زیان که نوعی انگل هستند، کوچک‌ترین گونه‌های جانوری بوده و حداکثر رشد برخی از آن‌ها ۸ تا ۱۰ میکرومتر است.